# 沃赫特湖
62°10′39″N 33°14′23″E / 62.17750°N 33.23972°E
沃赫特湖（俄语：Вохтозеро），是俄羅斯的湖泊，位於該國西北部，由卡累利阿共和國負責管轄，長4.9公里、寬1.9公里，面積3.2平方公里，海拔高度150米，湖岸線長度17.6公里，集水區面積33平方公里，平均水深4.1米，最大水深10米。